# Parasilaus
Parasilaus là chi thực vật có hoa trong họ Apiaceae.